# Maiki
Maiki (ukr. Маїки, Majiky) – wieś na Ukrainie w rejonie kamioneckim obwodu lwowskiego.
Pod koniec XIX w.  grupa domów we wsi Dobrotwór w powiecie Kamionka Strumiłowa.